# Monte di Mella - Torrente Misegna
Monte di Mella - Torrente Misegna este o arie protejată (sit de importanță comunitară — SCI, arie de protecție specială avifaunistică — SPA) din Italia întinsă pe o suprafață de 1.565 ha, integral pe uscat.

## Localizare
Centrul sitului Monte di Mella - Torrente Misegna este situat la coordonatele 44°33′46″N 16°34′04″E / 44.5628°N 16.5678°E.

## Înființare
Situl Monte di Mella - Torrente Misegna a fost declarat arie de protecție specială avifaunistică în mai 2020 pentru a proteja 30 de specii de animale. Situl a fost protejat și ca sit de importanță comunitară în decembrie 2020.

## Biodiversitate
Situată în ecoregiunea mediteraneană, aria protejată conține 4 habitate naturale: Pseudostepă cu ierburi și specii anuale de Thero-Brachypodietea, Păduri panonice-balcanice de stejar turcesc - stejar sesil, Tufărișuri termo-mediteraneene și de pre-deșert, Păduri de stejar alb estice.
La baza desemnării sitului se află mai multe specii protejate:
- păsări (28): uliu porumbar (Accipiter gentilis), uliu păsărar (Accipiter nisus), șorecarul comun (Buteo buteo), caprimulg (Caprimulgus europaeus), Cettia cetti, barză neagră (Ciconia nigra), șerpar (Circaetus gallicus), erete de stuf (Circus aeruginosus), erete vânăt (Circus cyaneus), pițigoi albastru (Cyanistes caeruleus), presură sură (Emberiza calandra), presură bărboasă (Emberiza cirlus), presură de grădină (Emberiza hortulana), Emberiza melanocephala, Falco biarmicus, șoim călător (Falco peregrinus), vânturel roșu (Falco tinnunculus), muscar-gulerat (Ficedula albicollis), gaia neagră (Milvus migrans), gaia roșie (Milvus milvus), codobatură galbenă (Motacilla alba), codobatură de munte (Motacilla cinerea), codobatura galbenă (Motacilla flava), grangur (Oriolus oriolus), pițigoi mare (Parus major), viespar (Pernis apivorus), silvie cu cap negru (Sylvia atricapilla), pănțărușul (Troglodytes troglodytes)
- mamifere (1): lupul (Canis lupus)
- reptile (1): șarpele cu patru dungi (Elaphe quatuorlineata)

Pe lângă speciile protejate, pe teritoriul sitului au mai fost identificate 5 specii de amfibieni, 3 specii de reptile.